# Proprietární software
Proprietární software nebo také software s uzavřeným kódem (z anglického: closed source) je takový software, kde jeho autor upravuje licencí (typicky EULA) či jiným způsobem možnosti jeho používání. K takovému software nejsou zpravidla k dispozici volně zdrojové kódy či v nich nelze svobodně dělat úpravy a výsledné dílo distribuovat. Takový software obvykle spadá do kategorie komerčního software, který jeho autor prodává.

## Právní základy
Autorské právo se vztahuje na většinu softwaru. Společně se smluvním právem, patentem a obchodním tajemstvím, poskytuje autorské právo právní základ, který uděluje majiteli výhradní právo na software. To znamená, že ho může vlastnit, užívat a vybírat za něj poplatek.
Prodejce softwaru pak vymezuje specifické podmínky pro použití v licenční smlouvě, kterou uzavírá s koncovým uživatelem. Licence se nazývá EULA (anglicky End-User-License-Agreement) a říká, co uživatel se softwarem smí a nesmí dělat. Podle typu právního systému (každý stát má trochu jiný) a druhu zboží pak uživatel může smlouvu odsouhlasit různými způsoby. Například písemnou formou, interaktivně (tzv. clickwrap licence běžně při instalaci softwaru), porušením pečeti na obalu při otevření krabicové verze produktu (tzv. licenční fólie). Licenční smlouvy na software nejsou často přenositelné.
Softwarové patenty udělují výhradní práva na algoritmy, některé softwarové funkce či jiné patentovatelné oblasti. Zákony týkající se softwarových patentů jsou předmětem stálých diskuzí a spousta firem o ně vede soudní spory. Prodejci občas udělují patentová práva uživatelům v licenční smlouvě.
Komerční výrobci softwaru si obvykle střeží svoje zdrojové kódy jakožto obchodní tajemství.
Licence svobodného softwaru (anglicky free software) a software s otevřeným zdrojovým kódem (anglicky open-source software), využívají stejný právní základ, jako proprietární software, ale umožňují uživatelům provádět v softwaru změny a změněný software případně dále šířit.

## Výhradní práva na software
Majitel proprietárního softwaru na něj může uplatnit určitá výhradní práva. Může omezit jeho používání, prohlížení a modifikaci zdrojového kódu a redistribuci.

### Použití softwaru
Prodejci většinou omezí počet počítačů, na které je možné zakoupený software nainstalovat. Uživateli zakáží instalaci na další počítače pomocí technických opatření, jakými jsou aktivace produktu, klíč produktu nebo sériové číslo, hardwarový klíč, nebo ochrana proti kopírování.
Prodejci mohou také distribuovat verze, které jsou ochuzené o určité funkce. Tyto verze pak poskytují výhodněji pro nekomerční a neziskové užívání, či ke vzdělávacím účelům.
Příklady:
- Windows Vista Starter je omezena na maximálně tři souběžně spuštěné aplikace
- Edice Microsoft Office Home a Student 2007 je pro nekomerční použití omezena na tři zařízení v jedné domácnosti.
- Windows XP může být nainstalován pouze na jednom počítači. Ve verzi Home Edition jsou navíc zakázány funkce, které jsou ve Windows XP Professional dostupné.
- Mnoho licencí společnosti Adobe jsou omezeny jedním uživatelem, ale umožňují mu nainstalovat druhou kopii na domácím počítači nebo na notebooku.
- iWork '09 je balík společnosti Apple. K dispozici je rodinné balení, pro použití na pěti počítačích v domácnosti.